# Cedarosaure
Cedarosaure (Cedarosaurus, "llangardaix de Cedar") és un gènere representat per una única espècie de dinosaure sauròpode braquiosàurid, que va viure a principis del període Cretaci, fa aproximadament 130 milions d'anys, al Barremià, on avui hi ha Nord-amèrica. El Cedarosaure és un sauròpode de petita grandària, només feia 14 metres de llarg. Posseïa el típic arc nasal dels braquiosàurids i llargues potes davanteres comparades amb les posteriors. El seu húmer fa 1380 mil·límetres i el fèmur 1395. Les restes del cedarosaure provenen del membre Yellow Cat de la Formació Cedar, a l'oest de Utah, als Estats Units. Les restes incloïen algunes vèrtebres, parts de costelles i els membres gairebé complets, a més es van trobar associats gastròlits. El nom de gènere estadado pel lloc de la troballa i l'espècie en honor de Carol Weiskopf.
El Cedarosaure pertany a la família Brachiosauridae, distintiva pels ossos fèmur i húmer de gairebé la mateixa grandària. Mostra similituds amb els braquiosàurids Eucamerotus de Wealden al sud d'Anglaterra, i el ben conegut Brachiosaurus de la Formació de Morrison.